# Augustin Meinrad Bächtiger
Augustin Meinrad Bächtiger (* 12. Mai 1888 in Mörschwil; † 4. Mai 1971 in Gossau) war ein Schweizer Kirchenmaler, Maler, Grafiker und Illustrator.

## Leben und Werk
Augustin Bächtiger wurde am 12. Mai 1888 in Mörschwil (Kanton St. Gallen) geboren und war in Mosnang Heimatberechtigt. Ein Jahr später übernahm sein Vater die Leitung eines Erziehungsheimes in Oberbüren, wo Bächtiger zusammen mit zwei Geschwistern aufwuchs. Er besuchte 1903 die Gewerbeschule in St. Gallen und absolvierte ein Volontariat als Dekorationsmaler. Sein Gewerbelehrer erkannte das zeichnerische Talent des jungen Bächtiger und empfahl ihm, sich in München als Maler ausbilden zu lassen. Im Oktober 1905 wurde er dort an die Kunstakademie zugelassen und trat in die Naturzeichnungsklasse ein. Ab 1907 lernte Bächtiger in der Malklasse von Angelo Jank.
Nach Abschluss seiner künstlerischen Grundausbildung absolvierte Bächtiger die Rekrutenschule. Er weilte später immer wieder in München. Die Stadt hatte als Ausbildungsort für junge Künstler eine grosse Bedeutung und zählte nebst Paris, Stuttgart und Mailand zu den beliebtesten Kunstmetropolen. In der Kunstakademie München lernte er auch Plakat, Postkarte und Lithografie kennen.
Seinen ersten Erfolg hatte Bächtiger mit zwei Altarbildern im Jahre 1910. Nach einer Italienreise nahm er an verschiedenen Wettbewerben teil. 1912 gewann er den Plakatwettbewerb für das Eidgenössische Sängerfest in Neuchâtel und sein Entwurf zur Bundesfeierpostkarte von 1913 wurde mit dem ersten Preis ausgezeichnet. Bächtiger illustrierte und gestaltete in der Folge weitere Postkarten. 1914 war er an der grafischen Kunstausstellung in Leipzig und an der Schweizer Landesausstellung in Bern vertreten. Das Wintersemester 1915/16 verbrachte Bächtiger zur Vervollständigung seiner Ausbildung bei Franz von Stuck in München.
Im Juni 1916 kehrte Bächtiger in die Schweiz zurück. Nach dem Ende des Ersten Weltkrieges zog es ihn im Mai 1919 nach Samedan, wie viele andere Künstler auch. Hier arbeitete er weiter an seinen Malerfertigkeiten, bis er 1921 eine Reise nach Frankreich und Spanien unternahm. Auf dieser Reise fand Bächtiger zu sich selber und ergründete seine künstlerischen Wurzeln. Grossen Eindruck machten ihm der Louvre und Notre Dame – der Formenreichtum und die Schönheit des Mittelalters fesselten ihn.

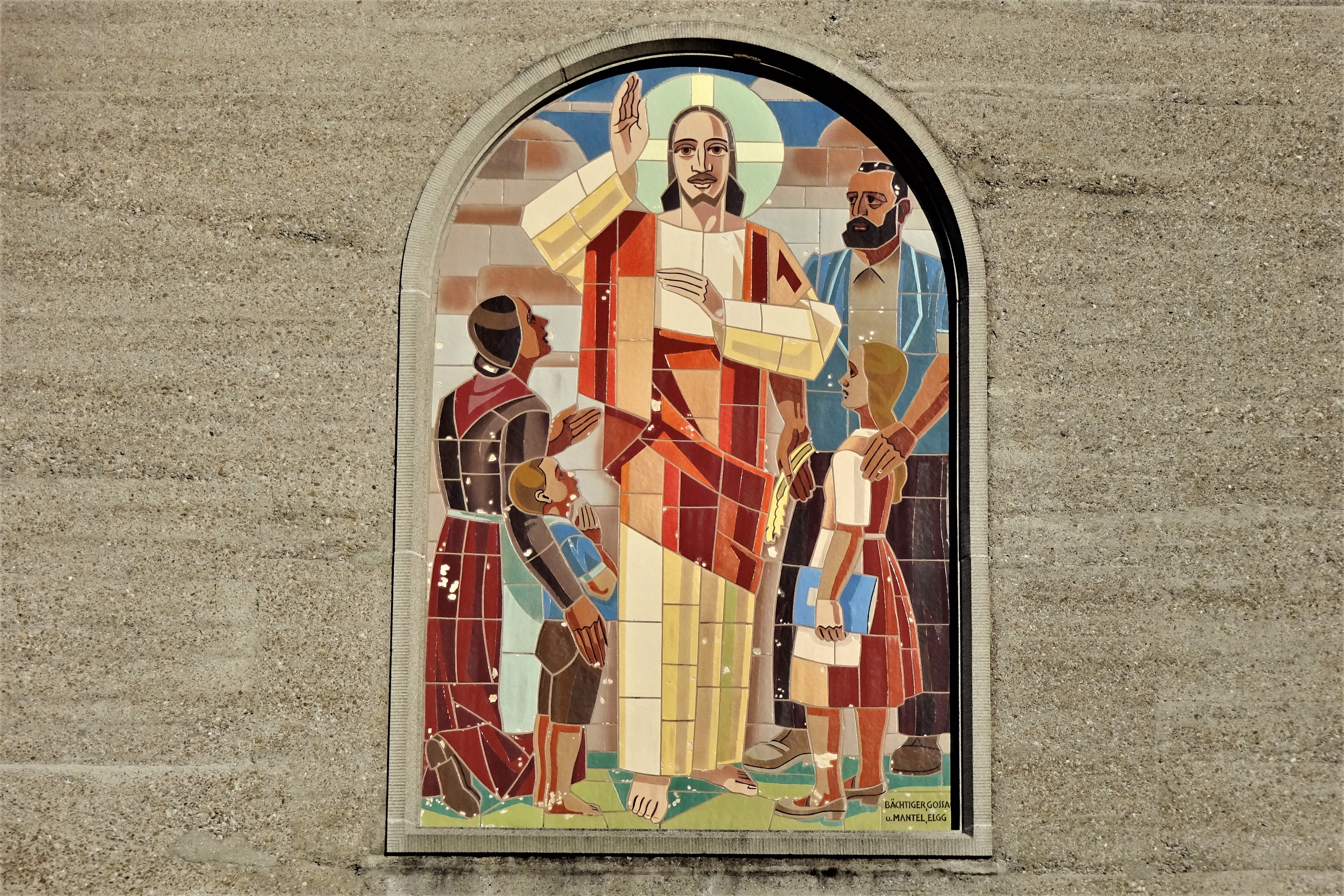
Keramikmosaik «Christus segnet die Familie» von 1937. Pfarrkirche St. Margaretha in Wünnewil.

Im Mai 1922 wandte sich Bächtiger, wiederum in der Schweiz, der Kirchenmalerei zu. Der überzeugte Christ, der den katholischen Glauben aus tiefster Überzeugung lebte, wollte den Kirchgängern zu besserer Andacht und Gottesverehrung verhelfen. So setzte er sich zum Ziel, die monumentale Sakralmalerei wieder zur einstigen Grösse und Bedeutung zu führen. Er arbeitete oft mit dem in St. Gallen lebenden August Wanner und dem Appenzeller Johannes Hugentobler zusammen. Schon bald waren die drei Künstler für die Kirchenmalerei in der Ostschweiz tonangebend.
Zwischen 1933 und 1936 führte Bächtiger in der neuen Friedhofhalle von Hochdorf den ersten Teil seines Hauptwerkes aus – zwölf Wandbilder mit dem Thema Dies irae. Nach dem Krieg wurden die öffentlichen Aufträge jedoch weniger und kleiner im Umfang. Bächtiger hatte wieder mehr Zeit, privat zu malen. Er arbeitete mit den verschiedensten Techniken, am häufigsten aber mit Wasserfarben. Die Bilder, die grosse Unterschiede zu seinen öffentlichen Werken zeigten, präsentierte der scheue Künstler der Öffentlichkeit kaum.
In den 1920er und 1930er Jahren kam vermehrt Kritik an Bächtigers Schaffen auf. Trotzdem arbeitete der sensible Künstler unermüdlich weiter und bewältigte körperlich anstrengende Grossaufträge bis ins hohe Alter. 1967 bemühte er sich zum letzten Mal um eine öffentliche Arbeit in Sumvitg. Die Antwort auf seine Anfrage muss ihn getroffen haben – sie war sehr ablehnend. Danach malte Bächtiger nur noch Blumenaquarelle in klaren Farben. Schon zu Lebzeiten war er ein umstrittener Künstler. Einige stuften ihn als zu modern ein, andere sahen in ihm einen Repräsentanten vergangener Epochen. Vor allem in der Nachkriegszeit wurden seine heroisch-pathetischen Kunstwerke skeptisch beurteilt.
Er war glücklich, dass er in seinem Garten malen konnte und über 80 Jahre alt wurde. Am 4. Mai 1971 starb er wenige Tage vor seinem 83. Geburtstag in seinem Heim in Gossau.